# Julie Burchill
Julie Burchill (geboren am 3. Juli 1959 in Bristol) ist eine britische Schriftstellerin und Journalistin. Im Alter von 17 Jahren begann sie für den New Musical Express zu schreiben, später arbeitete sie für Zeitungen wie die Sunday Times, den Spectator, The Independent und The Guardian. Ihr erster 1989 veröffentlichter Roman Ambition war ein Bestseller in Großbritannien. Der 2004 erschienene Roman Sugar Rush wurde für das Fernsehen verfilmt.

## Leben
Burchill wuchs in Brighton auf. Ihr Vater war Mitglied der kommunistischen Partei Großbritanniens und Gewerkschafter und arbeitete bei einer Distillerie. Die Mutter arbeitete in einer Kartonfabrik. Julie beendete ihre A-Level-Abschlussexamen an der Schule nicht mehr, da sie mit 17 begann, für den New Musical Express zu arbeiten. Sie schrieb meistens über Punkrock, obwohl sie die Musik nicht mochte. Der Band Siouxsie and the Banshees warf sie wegen der Textzeile „Too many Jews for my liking“ Antisemitismus vor.
Im Alter von 20 Jahren wechselte Burchill zu The Face und dann zur Sunday Times, für die sie über Pop, Mode, Filme und Gesellschaft schrieb. In den 1980er Jahren hatte sie eine regelmäßige Politik-Kolumne in der Thatcher-freundlichen Mail on Sunday, rief im Blatt allerdings dazu auf, die Oppositionspartei Labour zu wählen. 1989 erschien ihr erster Roman Ambition. 1991 war sie Mitgründerin der bald darauf eingestellten Zeitschrift The Modern Review. Von 1998 bis 2004 schrieb sie eine wöchentliche Kolumne für das Wochenendmagazin des Guardian, dann wurde sie Autorin bei der Times. Ihr Jugendroman Sugar Rush (2004) über lesbische Mädchen wurde für das Fernsehen verfilmt. Burchill schrieb auch für das Fernsehen und erstellte einen Dokumentarfilm über den Asbest-Tod ihres Vaters, der 2002 in der BBC gezeigt wurde. 2006 verließ sie die Zeitung und zog mit dem Plan, Theologie zu studieren, nach Brighton.
Nachdem sie lange einen Übertritt zum Judentum erwogen hatte, bekannte sie sich seit 1999 zum christlichen Glauben, später gab sie wieder an, jüdisch werden zu wollen. 2010 wurde Burchill Autorin beim Independent, blieb aber nur gut ein Jahr dort. Seitdem arbeitet sie als freie Journalistin und Schriftstellerin.
Julie Burchill war dreimal verheiratet und hatte zwei Söhne, die bei den Vätern aufwuchsen. Außerdem lebte sie in einer kürzeren lesbischen Beziehung. Der jüngere Sohn, Jack Landesman, beging 2015 Suizid.

## Positionen
Julie Burchills teils widersprüchlichen Kommentare und Standpunkte, aber auch ihre Beziehungen und ihr Kokain-Konsum erregten oft mediale Aufmerksamkeit. Der Independent bezeichnete sie 2005 als „Britain's most controversial journalist“. Burchill schreibt regelmäßig über soziale Ungerechtigkeit und die Diskriminierung der englischen Arbeiterklasse durch konservative Politiker und die Medien, die das abfällige Wort „Chavs“ verwenden. Im Gegensatz zur Linken in England befürwortet sie aber die US-Außenpolitik (beispielsweise den Irak-Krieg) und bekundet Solidarität mit Israel.
Burchill sieht sich als militante Feministin. In einem Interview mit dem Guardian sagte sie, sie verstehe darunter, Spaß zu haben und einzusehen, dass die Menschenrechte von Frauen wichtiger seien als sogenannte kulturelle Sensibilität. Darum kritisiere sie beispielsweise offen den Islam wegen des Kopftuchs oder die Genitalverstümmelung von Mädchen.
Julie Burchill bezeichnet sich auch als Philosemitin und ist Unterstützerin Israels. Seit sie 25 Jahre alt war, spielte sie nach eigenen Angaben mit dem Gedanken, zum Judentum zu konvertieren. 2009 berichtete der Jewish Chronicle, sie gehe regelmäßig in die Synagoge und habe begonnen, Hebräisch zu lernen. Ihr jüdischer Ex-Mann Cosmo Landesman kritisierte ihr 2014 erschienenes Buch Unchosen: The Memoirs of a Philo-Semite, da sie angeblich Juden als besonders intelligent oder außergewöhnlich darstelle und damit antisemitische Stereotype bediene.

## Rezensionen
Über Die Waffen der Susan Street (engl. Ambition) war im Spiegel zu lesen, es sei „der Prototyp jener Bücher, in denen sich die neuartige Gemengelage von Sex, Schreibtisch und Karriere widerspiegelt: Susan Street will Chefredakteurin einer englischen Zeitung werden, und auf dem Weg in den begehrten Sessel begegnen ihr alle zeitgemäßen Formen der Büro-Erotik: Chef begehrt Karrierefrau; Karrierefrau liebt Sohn vom Chef; Sohn vom Chef hasst Liebe im Büro; Büro-Bote will Assistentin der Karrierefrau; Assistentin ist scharf auf die Karrierefrau – Erotik als Waffe der Ehrgeizigen.“

## Julie Burchill in der Kultur
Mit ihrem Lied The Boy Looked at Johnny spielte die englische Rockband The Libertines auf das gleichnamige Buch von Julie Burchill und Tony Parsons (Boy Looked at Johnny) an, das oft als Manifest des Punks bezeichnet wird. Der Titel dieses Buchs ist ein Zitat aus dem Song Land der Sängerin Patti Smith, veröffentlicht auf ihrem Debütalbum Horses. Über Julie Burchill wurden zwei Theaterstücke geschrieben und inszeniert, Julie Burchill is away (2004) und Absolute Cult (2014).

## Veröffentlichungen
englisch:
- mit Tony Parsons: The Boy Looked at Johnny. 1978.
- Love It or Shove It. 1985.
- Girls on Film. 1986.
- Damaged Gods: Cults and Heroes Reappraised. 1987.
- Ambition. 1989.
- Sex and Sensibility. 1992.
- No Exit. 1993.
- Married Alive. 1998.
- I Knew I Was Right. 1998, Autobiographie
- Diana. 1999.
- The Guardian Columns 1998–2000. 2000.
- On Beckham. 2002.
- Sugar Rush. 2004.
- Sweet. 2007.
- Made in Brighton. zusammen mit Daniel Raven, 2007.
- mit Chas Newkey-Burden: Not in My Name: A compendium of modern hypocrisy. 2008.
- Unchosen: The Memoirs of a Philo-Semite. 2014.
- Welcome To The Woke Trials: How #Identity Killed Progressive Politics. 2021.

deutsch:
- Julie Burchill über Prince / Pop / Elvis / Kommunismus / Madonna / Hausfrauen / Annie Lennox / Feminismus / Michael Jackson / USA / Sade / Die Pille / Lennon / Fußball / Heuschrecken u. a. Kiepenheuer & Witsch, 1987, ISBN 3-462-01835-3.
- Die Waffen der Susan Street. Goldmann, München 1990.
- Die Männer der Maria V. Goldmann, 1993, ISBN 3-442-42253-1.
- Sex und andere Laster 1994, ISBN 3-442-42294-9.
- Diana. Hoffmann und Campe, 1998, ISBN 3-455-11266-8.
- Verdammt, ich hatte recht. Eine Autobiographie. 1999.
- Willkommen bei den Woke-Tribunalen. Wie #Identität fortschrittliche Politik zerstört. Edition Tiamat, 2023, ISBN 978-3-89320-306-2.